# 771 Libera
771 Libera је астероид главног астероидног појаса. Приближан пречник астероида је 29,38 ,
а средња удаљеност астероида од Сунца износи 2,651 астрономских јединица (АЈ).
Инклинација (нагиб) орбите у односу на раван еклиптике је 14,938 степени, а орбитални период износи 1577,282 дана (4,318 године). Ексцентрицитет орбите астероида износи 0,247.
Апсолутна магнитуда астероида износи 10,49 а геометријски албедо 0,130.
Астероид је откривен 21. новембра 1913. године.